# Barend de Beer
Barend de Beer is een Franse televisieserie voor kleuters uit de jaren zestig.

## Geschiedenis
Barend de Beer is een poppenserie die van 3 januari 1964 tot en met 28 september 1968 werd uitgezonden. De serie bestond uit 568 afleveringen en werd aanvankelijk uitgezonden door de KRO en de NCRV, en vanaf maart 1965 door de NTS. Het programma was dagelijks te zien, iedere avond om 7 uur, en duurde vijf minuten. Eind augustus 1965 werd de serie vervangen door het Duitse kleuterprogramma Klaas Vaak. In 1968 kwam Barend de Beer weer terug, van 1 juni t/m 28 september.
Het programma was bedacht door Fransman Claude Laydu en verscheen in Frankrijk vanaf 1962. De Franse titel was Bonne nuit les petits. De muziek was van Jean-Michel Defaye. Het werd speciaal in het Nederlands nagesynchroniseerd. De producent van de Nederlandse versie was Piet Ekel.

## Inhoud
Barend (Nounours) was de helper van de Zandman (Marchand de Sable). Ze kwamen iedere avond op een wolkje aangevlogen. Barend klauterde aan een touwladdertje naar beneden om de kinderen Klaasje (Nicolas) en Pimpernel (Pimprenelle) een verhaaltje te vertellen. Het eindigde als de Zandman zand in hun oogjes strooide en Barend met zijn zware bromstem afsloot: Dag lieve kindertjes, slaap maar lekker! (Bonne nuit les petits et faites de beaux rêves)

## Stemmen
- Jan Duiveman (Barend de Beer)
- Joke van den Berg (Klaasje)
- Silvia Schipper (Pimpernel)
- Fons Peters (De zandman)[1]

## Discografie

### Singles
- 1964 Barend de Beer (PHILIPS 411 742 NE) 7" EP
- 1966 Muzikale Speeltuin - Barend de Beer (PHILIPS RF 314 510)[2]

### Albums
- Barend de Beer (met klaasje, pimpernel en de zandman naar de tv-serie van claude laydu) (PHILIPS 840 370 PY) 12" LP[3]